# Nick Kellington
Nick Kellington est un acteur, chorégraphe et marionnettiste britannique né le 11 juin 1975.

## Filmographie

### Cinéma
- 2006 : Le Prestige : un journaliste
- 2008 : L'Île de Nim : un passager de la croisière
- 2009 : Peter Kay's Animated All Star Band: The Official BBC Children in Need Medley : Igglepiggle
- 2014 : Opération Muppets
- 2016 : Rogue One: A Star Wars Story : Bristan
- 2017 : First Kill : Phil
- 2018 : Slaughterhouse Rulez : la Bête
- 2019 : Star Wars, épisode IX : L'Ascension de Skywalker : Klaud
- 2024 : Beetlejuice Beetlejuice : Bob Têt'Réduite (Bob-Shrinker en VO)

### Télévision
- 2007-2009 : In the Night Garden : Igglepiggle (100 épisodes)
- 2011 : Nuzzle and Scratch: Frock and Roll : Charlie Boy et le postier (2 épisodes)
- 2014 : Our Zoo : un animal (1 épisode)
- 2015-2018 : Teletubbies : Dipsy (120 épisodes)
- 2015-2019 : Gigglebiz : plusieurs personnages (2 épisodes)